# Walter Fornasa
Walter Fornasa (Milano, 16 maggio 1951 – Bergamo, 15 novembre 2013) è stato uno psicologo e pedagogista italiano.

## Biografia
Dopo l'abilitazione magistrale conseguita nel 1970 a Bergamo comincia a lavorare come maestro elementare, attività che svolgerà sino al 1984.
Contemporaneamente si iscrive all'università, conseguendo la laurea in Pedagogia nel 1975 con una votazione di 110 e lode presso l'Università degli Studi di Parma sul tema "Organizzazione cognitiva e relazioni d'ordine", sotto la guida del prof. Pietro Tampieri.
Nel 1976 svolge il proprio tirocinio post lauream presso il Centro di Orientamento della Provincia di Bergamo sotto la guida del prof. Costante Scarpellini e della dott.ssa Emilia Strologo sui temi della conoscenza e dell'applicazione delle tecniche psicodiagnostiche e dell'orientamento.
Dal 1984 al 2000 è ricercatore con incarichi di supplenza presso l'Università degli Studi di Parma e l'Università degli Studi di Bergamo.
Nel 2000 viene nominato professore associato di psicologia dello sviluppo e psicologia dell'educazione presso l'Università degli Studi di Bergamo, ove fonda il Laboratorio di Ecologia Evolutiva. Professore ordinario dal 2005, nel 2009 diventa Prorettore con delega alla responsabilità sociale, carica che mantiene fino alla prematura scomparsa.

## Temi di Ricerca
L'attività di studio e gli ambiti di ricerca sviluppati negli anni da Walter Fornasa riguardano principalmente:

### Sul piano generale
Lo sviluppo del pensiero infantile secondo il modello della psicogenesi sviluppato da Jean Piaget e i successivi sviluppi del pensiero piagetiano attraverso l'opera degli appartenenti alla Scuola di Ginevra (post-piagetiani, neo-piagetiani ecc.). 
L'approfondimento della teoria piagetiana sul piano epistemologico genetico in rapporto all'arco di vita.
Lo studio della teoria sistemico-relazionale e dei suoi riferimenti al tema evolutivo delle conoscenze.
L'approfondimento dell'epistemologia evolutiva di Gregory Bateson e del concetto di ecologia della mente.
L'approfondimento del rapporto fra psicologia dello sviluppo ed ecologia dello sviluppo.
Lo sviluppo della cooperazione tra bambini.
La definizione del campo concettuale dell'ecologia dello sviluppo

### Sul piano metodologico e della ricercazione
L'interazione apprendimento-memoria in chiave evolutiva, metacognitiva e strategica  e le implicazioni che comporta nella costruzione della concettualizzazione spontanea nel bambino.
La costruzione sociale della conoscenza attraverso i processi metaregolativi interpersonali e cooperativi in campo educativo.
L'applicazione in campo di progettazione educativa sociale della prospettiva sistemico-relazionale.
Il rapporto fra prospettiva dell'arco di vita e orientamento al vivere

## Pubblicazioni scelte
- Memoria e sviluppo mentale, con M. Montanini Manfredi (a cura di), FrancoAngeli, Milano, 1989
- Piaget, J., Studi Sociologici, con P. Barbetta, FrancoAngeli, Milano, 1989
- Con voce di nido: bambini e complessità educativa, con A. Vanni (a cura di), FrancoAngeli, Milano, 1992
- Dolle J.M., "Oltre Freud e Piaget", Moretti e Vitali ed., Bergamo, 1994
- Abilità differenti, con R. Medeghini, FrancoAngeli, Milano, 2003
- Il bambino difficile, con R. Medeghini, FrancoAngeli, Milano, 2003
- Educazione alla convivenza civile, con L. Corradini e S. Poli (a cura di), Armando Curcio Editore, Roma, 2003
- Life Skill Education, con M. Bertini, P. Braibanti e S. Poli (a cura di), FrancoAngeli, Milano, 2003
- L'orecchio verde di una città. La rappresentazione dell'infanzia nella Città di Albino, con V. Ferrari e C. Dal Lago, Junior ed., Bergamo, 2006
- Formazione e sostenibilità, con M. Salomone, FrancoAngeli, Milano, 2007
- Accad(de) domani, (a cura di), Ed. Spaggiari, Parma, 2010
- L'educazione inclusiva, con R. Medeghini (a cura di), FrancoAngeli, Milano, 2011

## Incarichi editoriali
- Coordinatore della collana @-Lab, FrancoAngeli, Milano
- Membro del Comitato Scientifico dell'American Journal of Mental Retardation, Edizione Italiana
- Membro del Comitato Scientifico del Giornale Italiano di Psicologia dell'Orientamento, Ed. OS, Firenze
- Fondatore e condirettore insieme a Mario Salomone della rivista scientifica Culture della sostenibilità
- Membro del Comitato Scientifico di .Eco - l'educazione sostenibile.
- Membro del Comitato Scientifico di Ecole
- Collaboratore di Conflitti. Rivista italiana di Formazione Psicopedagogica

| Controllo di autorità | VIAF (EN) 77767157 · ISNI (EN) 0000 0000 2578 4009 · SBN CFIV090480 · LCCN (EN) n85278156 |